# Julian Theobald
Julian Theobald (Gießen, 11 november 1984) is een autocoureur uit Duitsland.

## Carrière

### Formula König
Na een lange carrière in het karting, stapte Theobald over naar de eenzitters in 2002, rijdend in de Formula König in zijn thuisland. Nadat hij in zijn eerste seizoen als 23e eindigde in zijn categorie, verbeterde hij zichzelf naar de 11e plaats het volgende jaar, een punt voor zijn jongere broer Johannes.

### Formule Renault 2.0
In 2004 promoveerde Theobald naar de Duitse Formule Renault 2000. In zijn elf races in het kampioenschap behaalde hij 23 punten en werd 28e in de eindstand.

### Formule 3
In 2005 ging Theobald rijden in de Formule 3, in de Duitse klasse. Hij startte het jaar in een Dallara F302 met een Renault-motor, maar ging later rijden met een Dallara F303-Mercedes HWA na de vijfde ronde op de Nürburgring. Hij finishte het jaar op de 11e plaats, met als hoogtepunt een snelste ronde in de een-na-laatste ronde op de Lausitzring.
In 2006 bleef Theobald in de Formule 3 rijden, maar stapte over naar de klasse Formule 3 Euroseries. Hij mocht rijden in de nieuwe Trophy-klasse voor auto's die zijn gebruikt tussen 2002 en 2004. Ondanks dat hij slechts aan de helft van de races deelnam door sponsorproblemen, wist Theobald al in de zevende ronde op Zandvoort de titel veilig te stellen met 6 overwinningen uit 10 races.

### Formule Renault 3.5 Series
Nadat hij heeft getest voor Pons Racing aan het eind van 2006, maakte Theobald zijn debuut in de Formule Renault 3.5 Series op Donington Park in september 2007, waarbij hij Jaap van Lagen verving bij EuroInternational. Hij nam deel aan de laatste 8 races van het seizoen, maar wist geen punten te scoren en had een beste resultaat met een 18e plek op zowel Donington Park als de seizoensfinale op Barcelona. In de een-na-laatste ronde van het seizoen op Estoril, reed Theobald voor een keer met zijn broer Johannes voor een eenmalige verschijning.
Theobald maakte een terugkeer in het kampioenschap in 2008, toen hij tekende voor het Britse Fortec Motorsport, enkele dagen voor de eerste ronde op Monza. Hij nam de eerste vier races op Monza en Spa-Francorchamps deel voordat hij werd vervangen door Fairuz Fauzy vanaf de ronde op Monaco.

### Formule 2
Nadat hij het gehele seizoen 2009 miste, namen Theobald en zijn broer deel aan de Formule 2-test gehouden op Brands Hatch in juli 2010, met Julian als nieuwe coureur om deel te nemen aan de ronde op Brands Hatch in 2010.